# マット・ティアニー
マット・ティアニー（Matt Tierney、1996年7月4日 - ）は、トップ14カストル・オランピックに所属するラグビーユニオン選手。

## プロフィール
- カナダ・ミシサガ出身。
- ポジションはプロップ(PR)。
- 身長 185cm、体重 134kg
- U20カナダ代表に選ばれたことがある[1]。
- カナダ代表キャップは22（2020年4月現在）でワールドカップ2019のカナダ代表に選ばれた[2]。

## 略歴
ポーを経て、2019年、カストル・オランピックに加入。